# 関根くんの恋
『関根くんの恋』（せきねくんのこい）は、河内遙による日本の漫画作品。
『マンガ・エロティクス・エフ』（太田出版）にて57号（2009年）から88号(2014年7月)まで連載された。単行本は全5巻。

## あらすじ
30歳のエリート会社員・関根圭一郎は、生来の受け身体質のせいで、人と少しズレた人生を送ってきた。
高校時代の先輩で、今は同級生の妻となっている数音を見ると、なぜかイライラし、キリキリと胃痛に悩まされる関根だったが、手芸の師となったサラに、それは数音のことが好きだからだと指摘される。

## 登場人物
関根 圭一郎（せきね けいいちろう）
本作の主人公。30歳。会社員。メロンパンが好き。これまで何か一つの物事に夢中になったことがなく、無味乾燥な人生を改めようと何となく手芸を始める。肌の色が白すぎる人や、骨や血管が浮き出るほどガリガリにやせた女性を見ると鳥肌が立ってしまう。
如月 サラ（きさらぎ さら）
関根が通う手芸用品店の店主の孫娘。気まぐれに旅に出た祖父に代わり、関根に手芸を教える。
情緒不安定な関根が時折見せる涙や、泣いてなお美しい表情にハラハラさせられる。彼の無自覚な数音への想いに気付く。
紺野 朔太郎（こんの さくたろう）
関根の高校時代の同級生。ぽっちゃり体型のお節介焼き。合コンに気軽に参加したり、スワッピングを計画したりする。
紺野 数音（こんの かずね）
紺野の妻で、関根と共に生徒会役員をしていた先輩。骨や血管が浮き出るほどガリガリに痩せている。高校時代、拒食症で入院していた。妊娠しふくよかになる。
堂島（どうじま）
紺野の同期。田舎育ちで、モテるために色々勉強した。努力いらずで無自覚にモテる関根が気に入らない。